# Casey (Illinois)
Casey é uma cidade localizada no estado americano de Illinois, no Condado de Clark e Condado de Cumberland.

## Demografia
Segundo o censo americano de 2000, a sua população era de 2942 habitantes.
Em 2006, foi estimada uma população de 2949, um aumento de 7 (0.2%).

## Geografia
De acordo com o United States Census Bureau tem uma área de
5,5 km², dos quais 5,5 km² cobertos por terra e 0,0 km² cobertos por água. Casey localiza-se a aproximadamente 194 m acima do nível do mar.

## Localidades na vizinhança
O diagrama seguinte representa as localidades num raio de 24 km ao redor de Casey.